# Cornelis Berkhouwer
Cornelis Berkhouwer (Alkmaar, 19 marzo 1919 – Alkmaar, 5 ottobre 1992) è stato un politico olandese, presidente del Parlamento europeo dal 1973 al 1975.